# Satyrus ruckbeili
Satyrus ruckbeili är en fjärilsart som beskrevs av Andrej Nikolajewitsch Avinoff och Sweadner 1951. Satyrus ruckbeili ingår i släktet Satyrus och familjen praktfjärilar. Inga underarter finns listade.